# Джерело «Південне вікно»
Джерело «Південне вікно» — гідрологічна пам'ятка природи місцевого значення. Розташована на території Конатковецької сільської ради Шаргородського району Вінницької області між селами Конатківці та Будне. Оголошена відповідно до Рішення Вінницького облвиконкому від 29.08.1984 р. № 371. Охороняється цінне джерело ґрунтової води, яке живить р. Острицю. Має лікувальні властивості.